# Pont de la Margineda
El pont de la Margineda és un pont medieval situat a l'antic camí ral que condueix de Sant Julià de Lòria a Andorra la Vella a prop del llogaret de La Margineda. És un monument declarat Bé d'interès cultural
Per a arribar-hi, cal prendre la carretera internacional en direcció a Andorra la Vella i, un cop travessat el riu just a la rotonda de la Margineda, hi ha un ampli aparcament apte per a una dotzena de vehicles.

## Descripció
És un dels ponts medievals més grans i esvelts dels que es conserven al Principat d'Andorra i antigament s'utilitzava per salvar el pas de les aigües del riu Valira. Com el de Sant Antoni de la Grella, té un únic arc de cavalló, de gran diàmetre, sobre un arc de mig punt rebaixat amb molta potència.
Té forma d'esquena d'ase tot i que no gaire accentuada, amb barana de pedra; per la part superior és empedrat en tota la seva longitud, igual com el camí ral a tocar del pont. La llargada del pont a banda i banda del riu és de 33 m i l'alçada màxima de 9,20 m. La llum és de 9,50 m. La potència del pont a la part central és de 1,60 m i l'alçada de la barana és de 80 cm. L'amplada del pont fa 2,80 m a la part central i 5,30 m i 5,90 m als dos extrems, sense tenir en compte en aquests darrers les noves modificacions efectuades. Les dovelles han estat tallades en blocs de pedra tosca, a fi d'alleugerir l'estructura. Les filades dels paraments són de pedra disposades amb una intencionalitat de filades horitzontals. Les parets són també molt més ben realitzades que als altres ponts, amb un sobrealçat a la paret terminal.
Al costat del pont es troba una escultura, obra de l'autor valencià Andreu Alfaro, commemorativa del primer Congrés de Llengua i Literatura Catalana.

## Història
L'any 2007 es dugué a terme l'excavació en extensió del pont de la Margineda. La documentació escrita recuperada durant l'estudi ha permès conèixer amb força exactitud el moment de construcció del pont. És a finals del segle xv, en concret a l'any 1487, quan es constata l'existència d'un nou pont identificat com el pont de la Margineda: el document escrit, recuperat de l'Arxiu Comunal de Sant Julià de Lòria, fa referència a l'existència d'un pont nou en aquest indret, «…que del Coll de Vita Romana tirant al Pont Nou e de Prat Primer tirant a Palomera…». A més, aquest document en concret fa una descripció dels límits parroquials entre Andorra la Vella i Sant Julià de Lòria on el pont de la Margineda restaria inclòs, de manera que facilita la seva identificació i ubicació exacta.
Gràcies a aquest estudi podem concloure que el pont de la Margineda fou bastit entre els segles xiv i xv, i per tant, a final de l'edat mitjana.